# Sridnji Otok
Koordinati:   44°04′15″N, 15°03′45″E
Sridnji Otok je majhen nenaseljen otoček v srednji Dalmaciji (Hrvaška).
Otoček leži okoli 1,2 km zahodno od  Iža. Njegova površina meri 0,14 km². Dolžina obalnega pasu je 1,8 km. Najvišji vrh otočka je visok 33 mnm.